# Lépő Zoltán
Lépő Zoltán (Szekszárd, 1946. november 9. –) – magyar iparművész, szobrászművész, formatervező.

## Élete
1972-től a Magyar Iparművészeti Főiskola tanítványa volt, mestere Dózsa Farkas András. Szakdolgozatát 1978-ban védte meg az Ipari Formatervező Tanszéken.
1973 óta vesz részt műveivel kiállításokon. 1981-ben Japánban díjat nyert a Saitama-pályázaton, ennek révén egy szobrát köztéren állították ki. Japán származású, Waldorf-óvónőként tevékenykedő feleségével mintegy tíz évet töltött Japánban, ahol többek között az európai és ázsiai filozófiák, vallások és esztétikai rendszerek összehasonlítását tanulmányozta, ottani élményei meghatározóak lettek a művészetében. Több cikket és tanulmányt is publikált e tárgykörben, részben a Vass Botond szerzői álnéven. Népművészeti hagyományaink, valamint a magyar őskultúra és a közép-ázsiai kultúrák kapcsolatait is kutatja. Alkotóként a makro- és mikrokozmosz harmóniáinak láthatóvá tételén, egyfajta vizuális zene létrehozásán munkálkodik, amely szándéka szerint gyógyító ellenpontként szolgálhat elmechanizálódó kultúránkban.
Az 1990-es évek óta Solymáron él.

## Jelentősebb művei
- Bálna (modell), 1986, Japán
- Elefánt (modell), 1986, Japán
- Púpos teve (modell), 1986, Japán
- Csirke (modell), 1986, Japán
- Kutya (modell), 1986, Japán
- Baba 1998, Japán

## Egyéni kiállításai
- 1992: Jókai Múzeum, Révkomárom
- 1993: Szlovák Kultúrközpont
- 1995: Szt. Kristóf Galéria

## Válogatott csoportos kiállításai
- 1977: Békefesztivál, Kamakura, Japán
- 1981: Japánban élő külföldi művészek 3. kiállítás, Csikjudó Galéria, Ginza-Tokió
- 1990: Ueno Múzeum, Tokió
- 1991: Le Salon, Grand Palais, Párizs
- 1994: Közlekedési Múzeum, Budapest
- 1997: Mai magyar képzőművészet, Caracas, Venezuela.

## Írásai
- Amit Kelet tud, de Nyugat már elfelejtett, Pesti Hírlap, 1993. szeptember 18. (Vass Botond)
- Megtaláltam szellemi gyökereimet és önmagamat. Riport. In: GYERVAI A.: Emigráns vagyok a Földön, Budapest, 1998 (Vass Botond)
- Örökség, avagy egy Új Paradigma felé. In: VARGA CS.-TÁBORI T.: Magyar Jövőképek, Budapest, 1998.

„Merjük hát felfedezni őskultúránk hagyományának máig ható üzenetét és népművészeti hagyományaink azon gazdag formavilágát, amely bár áttételesek, de közép-ázsiai formakincs továbbélése.”